# Karel Zitterbart
Karel Zitterbart (* 8. října 1978 Brno) je český onkolog a dětský lékař, od roku 2020 senátor za obvod č. 57 – Vyškov, nestraník za hnutí STAN.

## Život
V letech 1990 až 1997 absolvoval Gymnázium T. G. Masaryka v Zastávce u Brna. Následně v letech 1997 až 2003 vystudoval magisterský obor všeobecné lékařství na Lékařské fakultě Masarykovy univerzity (získal titul MUDr.) a poté i doktorský obor onkologie na téže fakultě (promoval v roce 2010 a získal titul Ph.D.).
Mezi roky 2003 a 2018 byl zaměstnán jako lékař na Klinice dětské onkologie Fakultní nemocnice Brno (od roku 2008 byl i zástupcem přednosty pro školství). Zároveň mezi lety 2006 a 2018 působil na Klinice dětské onkologie LF Masarykovy univerzity (od roku 2010 jako odborný asistent). V průběhu svého univerzitního působení byl členem Akademického senátu Masarykovy univerzity (2000 až 2002) i Akademického senátu Lékařské fakulty MU (2011 až 2014). Po odborné stránce se zabýval biologií nádorů mozku u dětí a jejich léčbou, publikoval desítky odborných článků in extenso včetně prací v mezinárodních časopisech.
Od roku 2015 pracuje jako lékař pohotovostních služeb na Dětském oddělení Nemocnice Boskovice. V roce 2019 byl krátce praktickým dětským lékařem v městysi Pozořice v okrese Brno-venkov, v prosinci 2019 si otevřel vlastní praxi praktického dětského lékaře v brněnské čtvrti Lesná. Od roku 2018 je členem Správní rady VZP za hnutí Starostové a nezávislí.
Karel Zitterbart žije s partnerkou a syny v obci Mokrá-Horákov v okrese Brno-venkov. Je chovatel koček plemene cornish rex a členem odborné komise ve Sdružení chovatelů koček v ČR.

## Politické působení
V letech 1998 až 2003 byl členem US-DEU. V komunálních volbách v roce 2014 kandidoval jako nestraník za TOP 09 do Zastupitelstva MČ Brno-sever, ale neuspěl.
V komunálních volbách v roce 2018 kandidoval jako nestraník za KDU-ČSL do Zastupitelstva obce Mokrá-Horákov, ale neuspěl.
Ve volbách do Poslanecké sněmovny PČR v roce 2017 kandidoval jako nestraník za hnutí STAN v Jihomoravském kraji, ale skončil jako první náhradník.
V krajských volbách v roce 2020 kandidoval na 22. místě kandidátky koalice Starostové pro jižní Moravu v Jihomoravském kraji, ale mandát krajského zastupitele ve volbách nezískal.
Ve volbách do Senátu PČR v roce 2020 kandidoval jako nestraník za hnutí STAN a Piráty v obvodu č. 57 – Vyškov. V prvním kole získal 27,15 % hlasů, a postoupil tak ze 2. místa do druhého kola, v němž porazil kandidáta KDU-ČSL, ODS a TOP 09 Jaroslava Klašku poměrem hlasů 50,08 % : 49,91 %, a stal se tak senátorem.
V Senátu je členem Senátorského klubu Starostové a nezávislí a místopředsedou Výboru pro zdravotnictví.